# Constantí Sícul
Constantí Sícul (en llatí Constantinus Siculus, en grec antic Κωνσταντῖνος ὁ Σικελός) va ser un filòsof o retòric grec, pel seu nom originari de Sicília, autor d'un epigrama inclòs a l'Antologia grega que porta per títol Θρόνος ("Thronos", càtedra) del que es dedueix que es va dedicar a l'ensenyament.
Un poema seu del que se'n conserva un manuscrit diu que està fet per Κωνσταντίνου Φιλοσόφον τον σικελοῦ (Constantí, filòsof de Sicília).
Va ser autor de poemes anacreòntics i compilador d'una sèrie de poemes pederàstics, en una època anterior a Constantí Cefalàs. Sembla que va ser deixeble de Lleó de Tessalònica, al que va acusar de paganisme per la seva afició a l'astrologia. La ingratitud cap al seu mestre va ser molt criticada, fins al punt que es va veure obligat a escriure una Apologia sobre ell.